# Église Saint-Martin de Metz
Pour les articles homonymes, voir église Saint-Martin.
L’église Saint-Martin est l’une des plus anciennes églises et paroisses catholiques de Metz. Elle se situe dans le quartier de Metz-Centre, 25 rue des Huiliers. Le saint patron est l’évêque Martin de Tours. Son clocher sonne de 8H à 20H.

## Historique
Un premier sanctuaire situé sur le flanc sud-ouest de la ville gallo-romaine de Divodurum, à la limite d’une zone de jardins et de vignes donnera son nom à la paroisse Saint Martin, dite "in curtis", pour la distinguer de l'abbaye du même nom édifiée au pied du Mont Saint-Quentin, mais sa période de construction est inconnue.

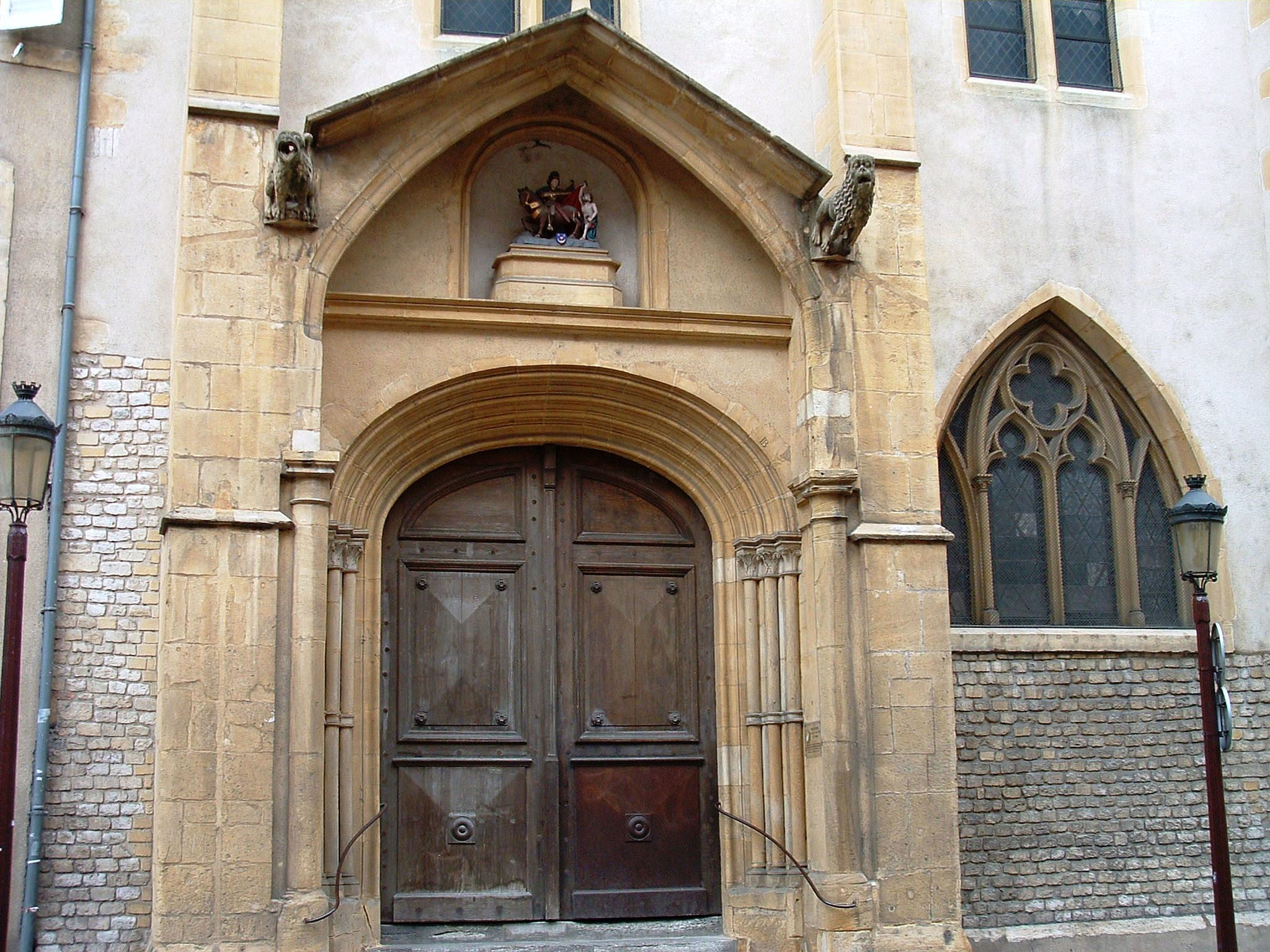
Vestiges de l'enceinte gallo-romaine de part-et-d'autre du portail de l'église

Cet édifice a connu plusieurs étapes de construction et de transformation. La prospérité économique de Metz, puissante cité marchande, permit à l’extrême fin du XIIe siècle, la construction presque totale de l’édifice, partiellement élevé sur les murailles romaines du IIIe siècle. De chaque côté du portail d’entrée actuel, se trouve un mur, vestige d’un bâtiment romain sur lequel a été bâtie l’église. Elle est citée en 1212 dans un acte de Frédéric II qui la place sous le patronage de l'hôpital Saint-Nicolas.
Une seconde campagne de transformation, à la charnière des XVe et XVIe siècles, permit l’érection du chœur, de la première sacristie et du transept, cependant qu’était donnée à Saint-Martin sa première parure de vitraux.
Le XIXe siècle voit le remplacement des verrières anciennes du chœur par des compositions de Laurent-Charles Maréchal, élève messin de Delacroix.
La tour du clocher a été rasée en 1565 pour des raisons militaires lors de la construction de la citadelle pour éviter qu'elle serve de poste d'observation en cas de siège. Le curé de l'église Saint-Martin fait étudier un plan pour un nouveau clocher par l'architecte messin Rémy-Édouard Jacquemin (1844-1906), après 1872. Il est rejeté par le conseil municipal qui demande à l'architecte de la ville, Braunwald, le 20 juillet 1882, de nouveaux plans inspirés par l'église  romane de l'Assomption de Notre-Dame d'Andernach, située près de Coblence. Le 13 avril 1883, le conseil municipal a donné son accord sur la reconstruction de la tour du clocher. Les plans sont approuvés lors du conseil municipal du 19 avril 1883. Ils sont rejetés par l'administration allemande qui reproche au projet de prévoir un clocher néo-roman sur une église gothique. Le nouvel architecte de la ville, Conrad Wahn, a alors élaboré un nouveau projet de style néo-gothique en diminuant son estimation de prix de 0 marks. C'est le 11 mai 1886 que le conseil municipal accepte le plan du clocher néo-gothique proposé par l'architecte Conrad Wahn. Le budget des travaux estimé à 45 000 marks est assumé par la paroisse, l'État et la ville de Metz. L'appel d'offres du 4 juin 1886 est infructueux. Dans un mémoire adressé à l'autorité allemande, le maire de Metz, Alexander Halm, écrit en 17 juin 1883, que le clocher ayant été détruit par l'autorité française en 1565, « il entreprendrait une œuvre dont on ne pourrait attendre que sympathie et reconnaissance ». Le second appel d'offres du 21 juin permet de donner le marché à l'entreprise de M. Goulon, de Metz. Le clocher est inauguré le 13 novembre 1887. Ce clocher détruit la symétrie du transept par l’amputation de son bras sud et modifiant l’aspect de l’église et son impact visuel dans le secteur. C'est en octobre 1887 que Jean-Baptiste Pelt (futur évêque de Metz) est nommé vicaire à la paroisse.
De nouveaux travaux de restauration ont été entrepris en 2012 au niveau du clocher (auparavant de couleur verte), des vitraux, des menuiseries, de la charpente, de la statuaire et de l’horlogerie.

## Personnalité
Adam Philippe de Custine y est baptisé le 5 février 1742.

## Architecture

### Narthex
Le narthex, ensemble de travées basses prolongeant le porche, s’avère remarquable. Sa construction doit dater de la fin du XIIe siècle ou du début du XIIIe siècle, par l’allure primitive de ses chapiteaux, si l’on en juge le caractère massif de ses piliers, et par la disposition d’ensemble qui rappelle celle des églises romanes ou même carolingiennes.

### La nef
Au sortir du narthex, la nef frappe par son élévation. Cinq rangées de colonnes scandent la progression vers la croisée du transept. Les arcs aigus des travées, l’abondance des décorations florales, le caractère élancé des voûtes dénotent une influence champenoise.
Les murs de la nef sont rompus par un faux triforium. Quatre piliers majestueux, d’un seul jet, délimitent l’avant-chœur.

### Le chœur
Le chœur témoigne de la richesse de l’art flamboyant du début du XVIe siècle, associant à l’élégance des grandes verrières, la disposition symétrique des panneaux de l’abside, ajourés d’entrelacs géométriques. Les vitraux anciens du chœur ont été dispersés dans le transept et les chapelles latérales, et remplacés en 1881 par dix tableaux dus à Laurent-Charles Maréchal.

### La restauration du clocher et de la flèche
En 2014 s'achève une campagne de restauration. Celle-ci, conduite par Christophe Bottineau, architecte en chef des Monuments historiques, a permis la restauration du massif et de la flèche du clocher, de sa base octogonale, de la balustrade de la tourelle, du retour ouest de l’avant-nef au nord et de l’étanchéité des soubassements.

## Vitraux
Une verrière avec saint Pierre, saint Nicolas, saint Jean l'Evangéliste et saint Claude, posée en 1506, d'abord dans la baie 6, dans le transept, et déplacée vers 1817 par l'architecte François Marie Pierre Derobe dans la baie 8. Elle a été complétée en 1841 et 1842 par Laurent-Charles Maréchal, et, en 1880, par Jean-Pierre Thiria. Démontée en 1939, elle est remontée en 1949 par Jean Gaudin. Elle a été classée en 1930.
Cinq verrières rappelant des épisodes de la vie de Saint-Martin réalisées par l'atelier de Maréchal et Champigneulle de Bar-le-Duc sont posées dans l'église, les baies 0,1,2, en octobre 1879, et pour les baies 3 et 4 en 1881. Ces vitraux remplacent ceux de Laurent-Charles Maréchal, posés en 1840. Ils ont été classés à titre d'objet en 1930.
Sept verrières ont été posées dans les baies 10, 11, 12, 13, 14, 16 et 18, réalisées par Laurent-Charles Maréchal, posées en 1850 et 1852, et classées à titre d'objet en 1930.
Vitrail du couronnement de Charles VII réalisé en 1910 par Michel Frédéric Thiria, peintre-verrier de Nancy. Le vitrail est classé au titre objet en 1930
Deux vitraux représentant le martyre de saint Sébastien, attribué à l'atelier de Pierre d'Andlau, et une grisaille décorative avec colombe du Saint-Esprit, posés vers 1500. Ils ont été classés au titre objet en 1930.
Verrière de l'Annonciation dans la baie 23, offerte par Catherine de Gournay et sa famille vers 1467. Elle a été restaurée en 1841-1842 par Laurent-Charles Maréchal, en 1880 par Jean Pierre Thiria (1834-1897). Démontée en 1939, elle est remontée en 1949 par Jean Gaudin. Elle a été classée en 1930.
Une verrière représentant le ravissement de Marie Madeleine et des scènes de la Vie de la Vierge avec donateurs (baie 7), de 1467, restaurée en 1841-1842 par Laurent-Charles Maréchal, en 1880, par Jean Pierre Thiria.
Une verrière représentant diverses scènes de la Passion de Jésus, dans la baie 5, réalisée vers 1450-1460.

Les vitraux
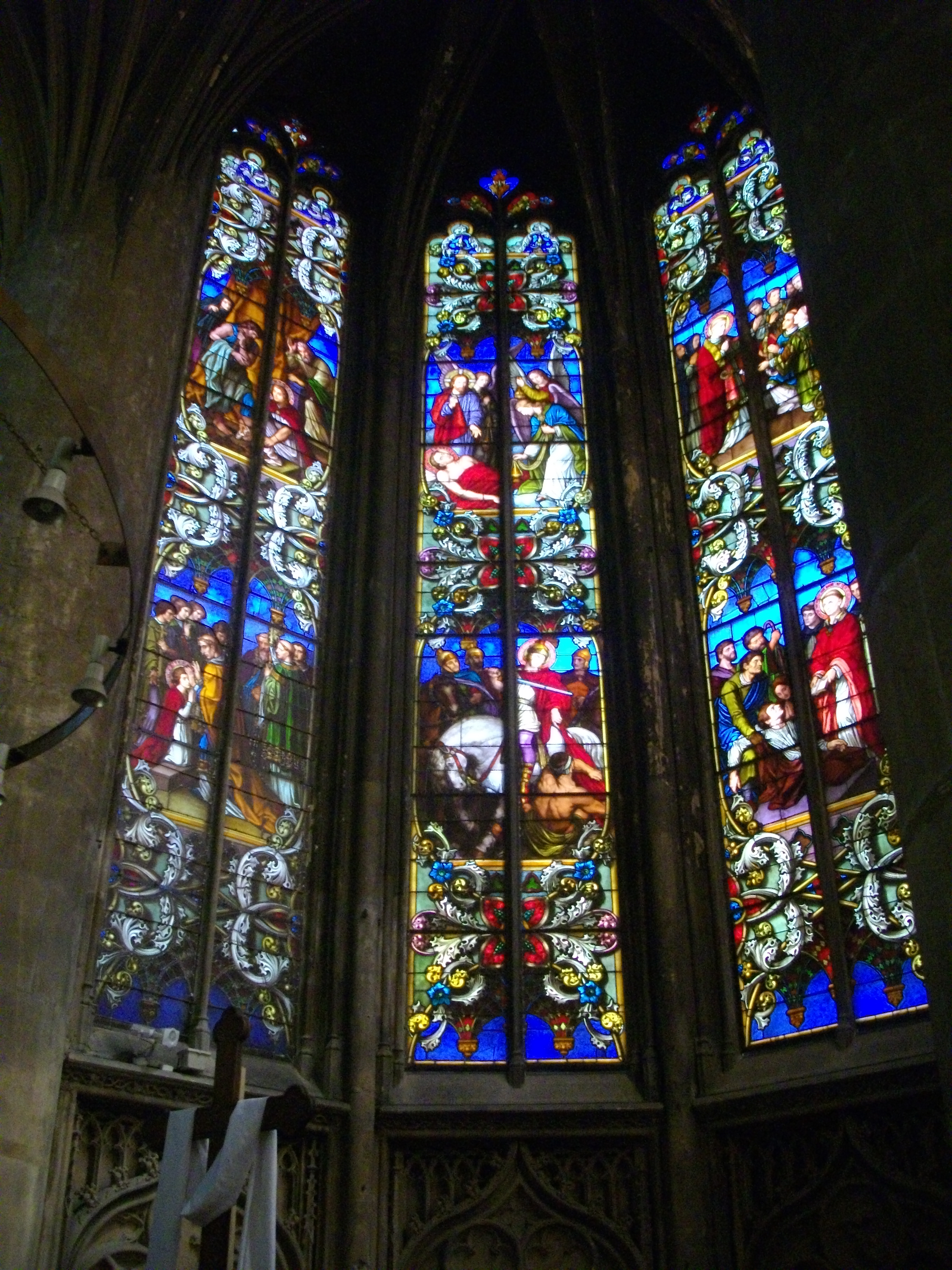
Vitraux de la vie de saint Martin
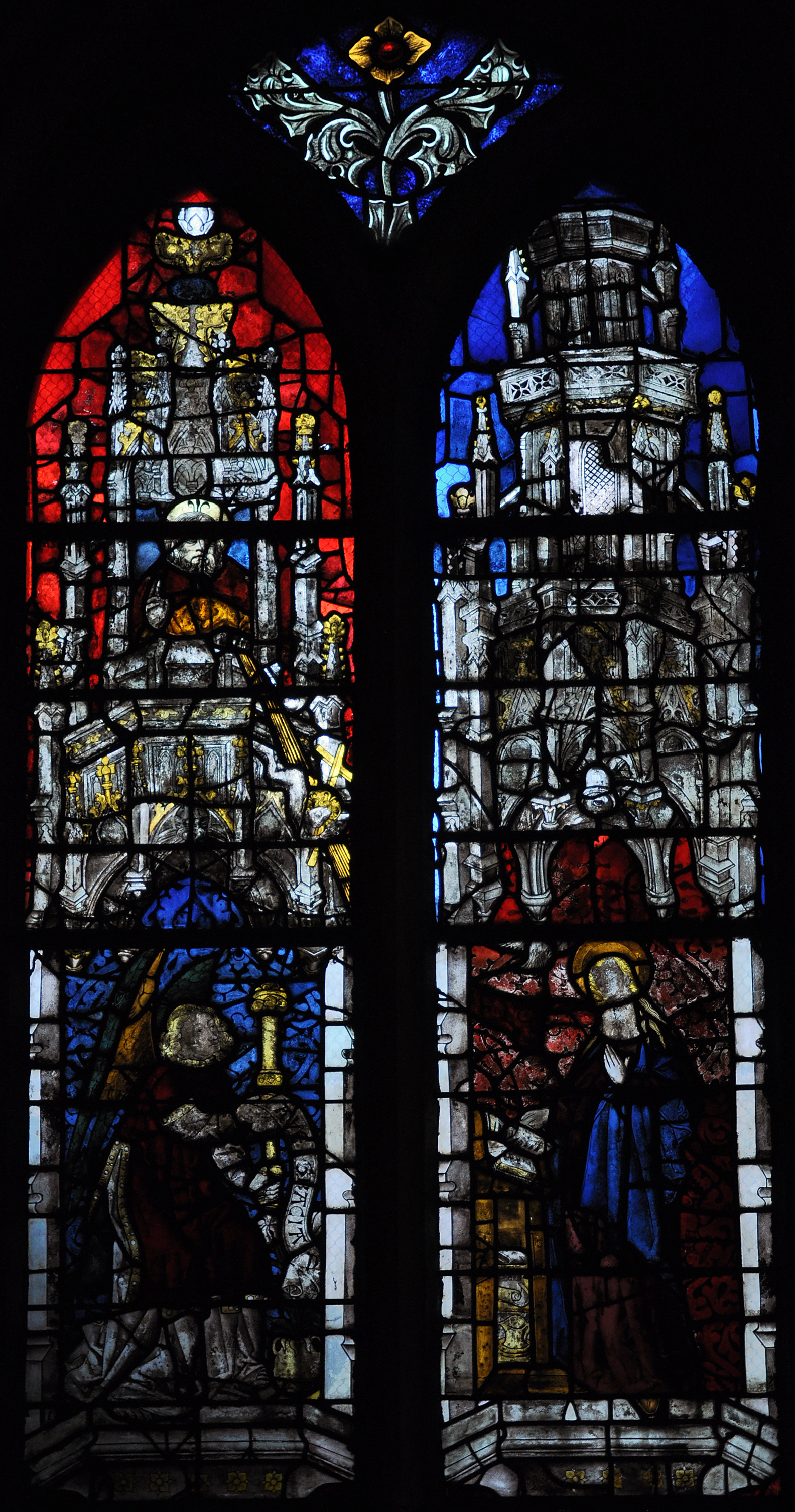
Verrière de l'Annonciation
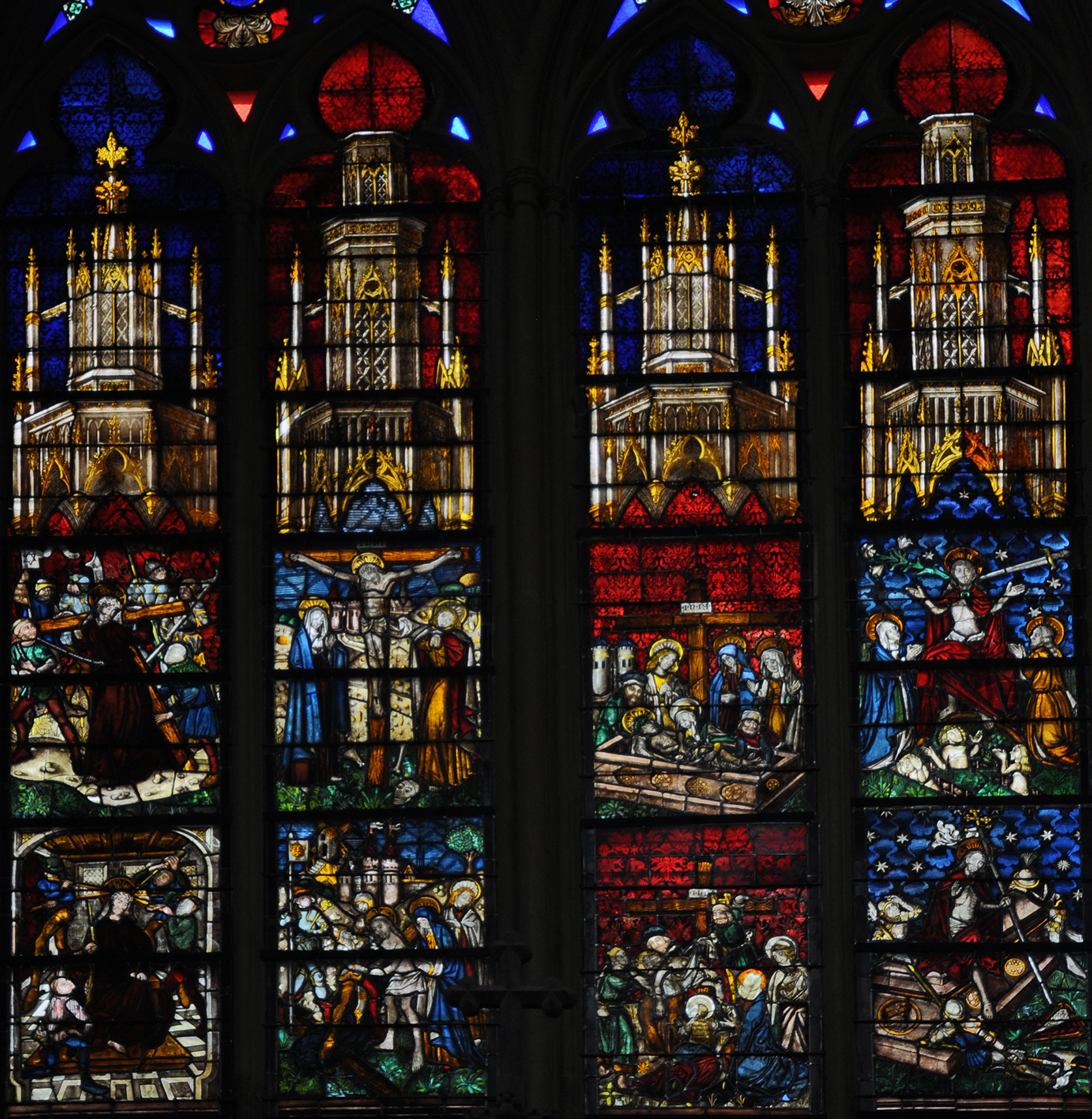
Passion du Christ
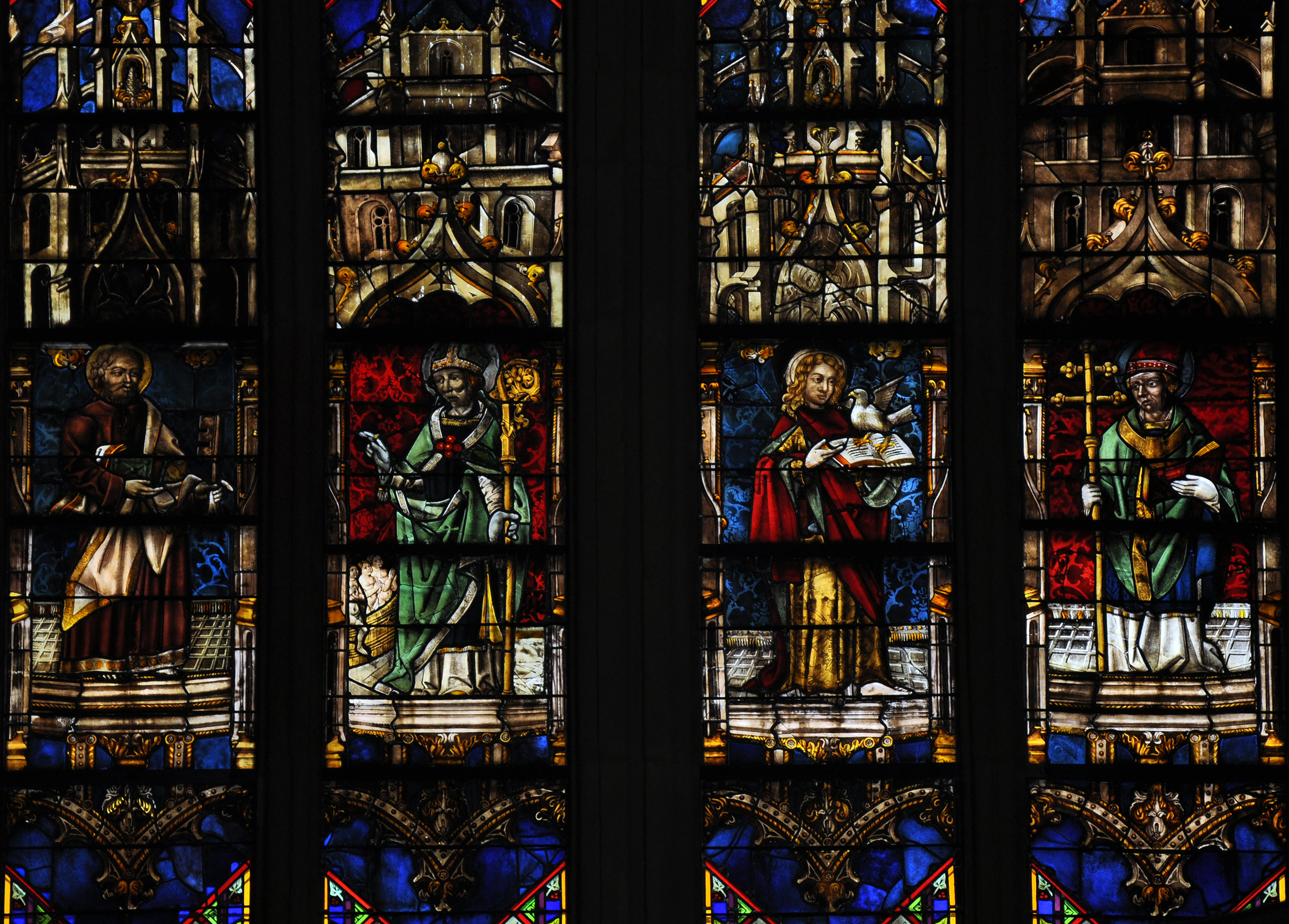
Saint Pierre, saint Nicolas, saint Jean l'Évangéliste, saint Claude
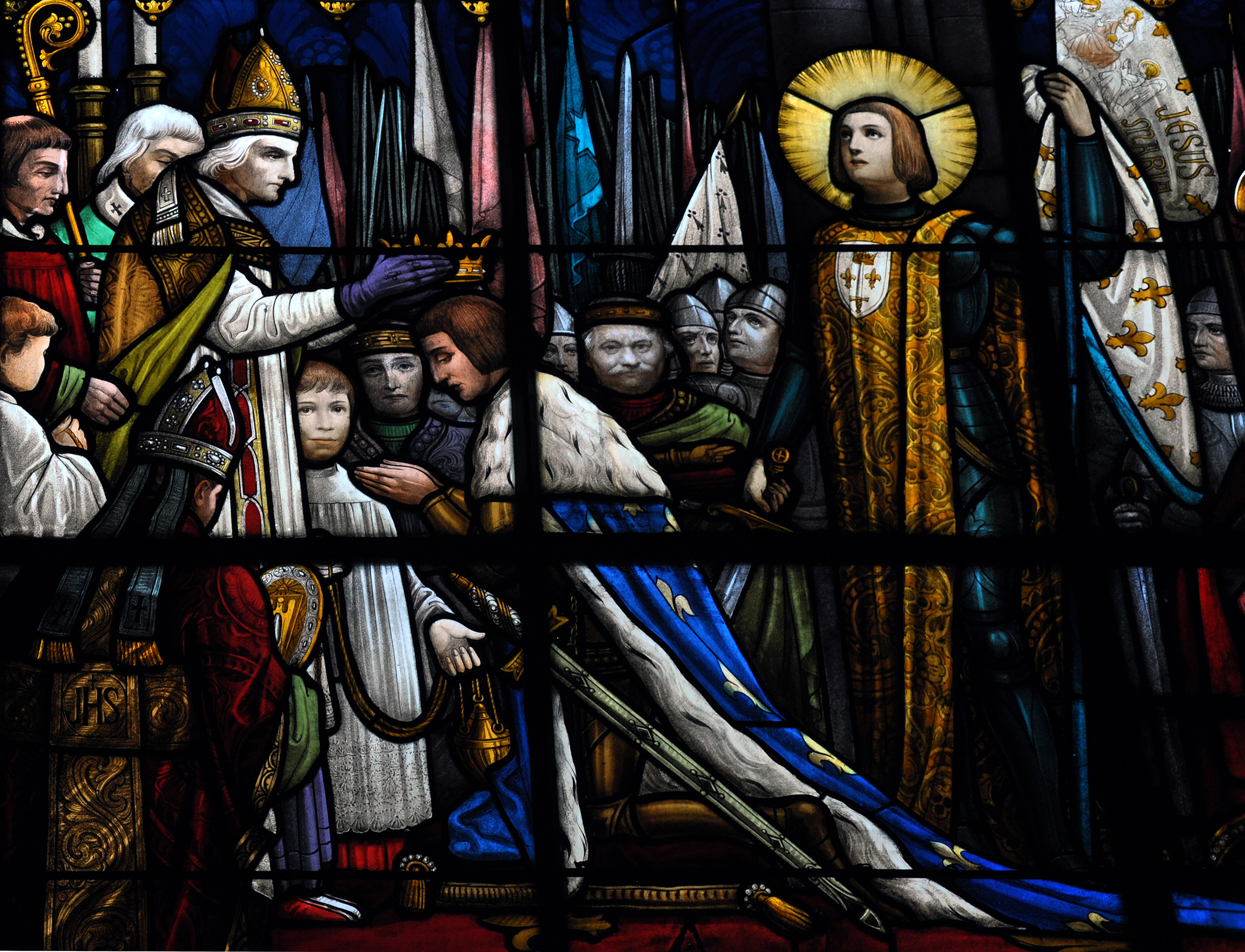
Couronnement de Charles VII en présence de Jeanne d'Arc
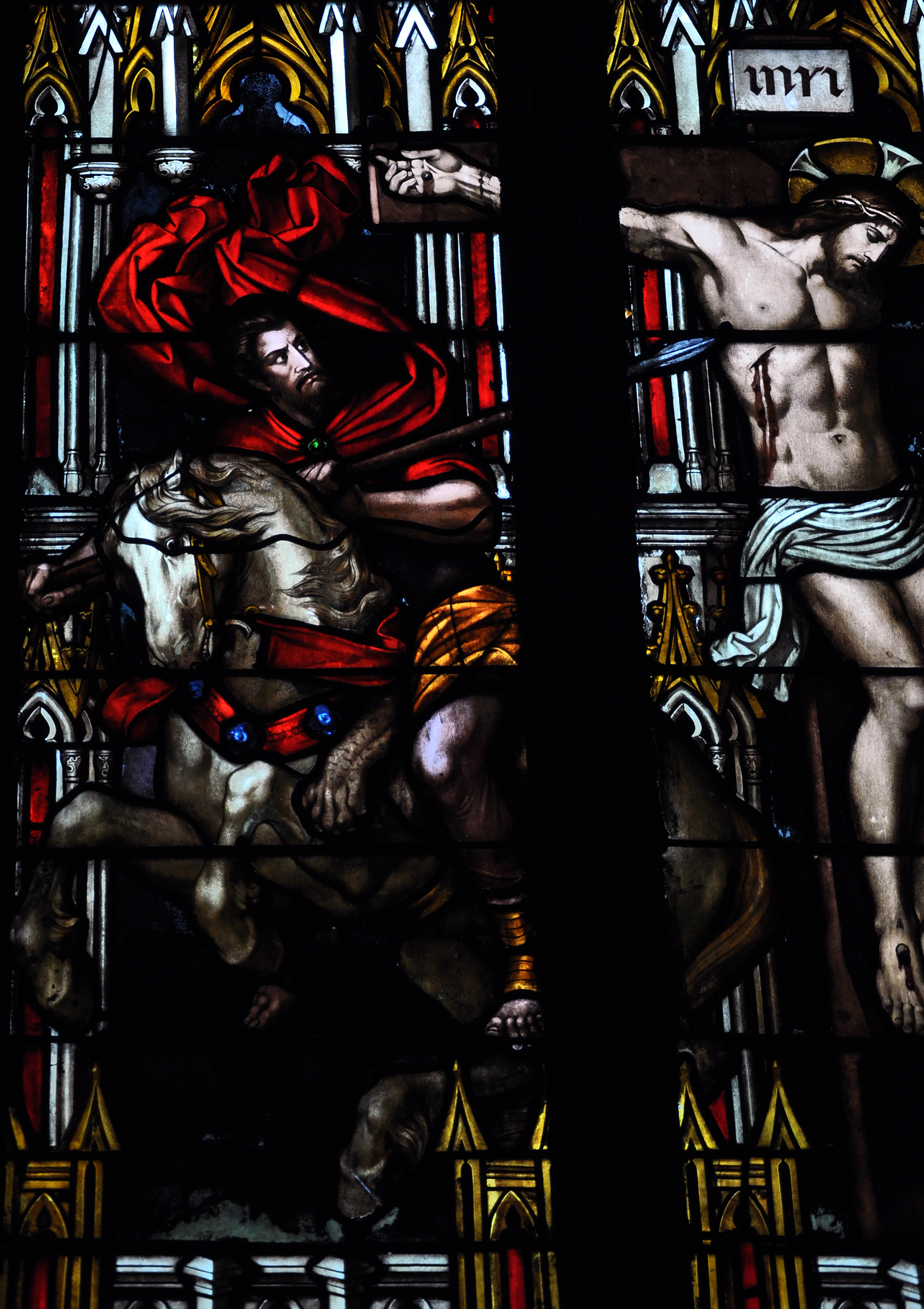
Saint Longin et le Christ
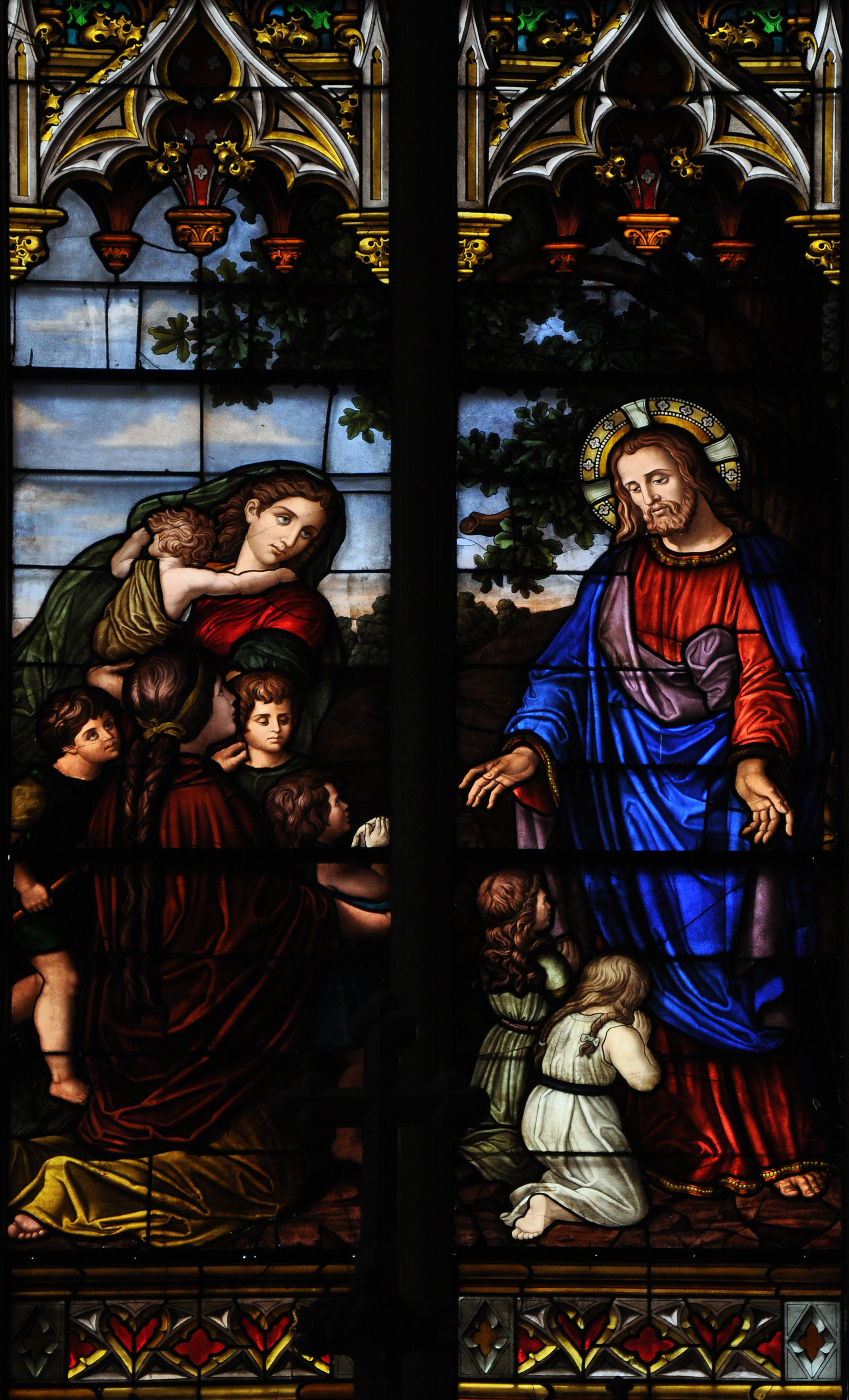
Vitrail "Laissez venir à moi les petits enfants"
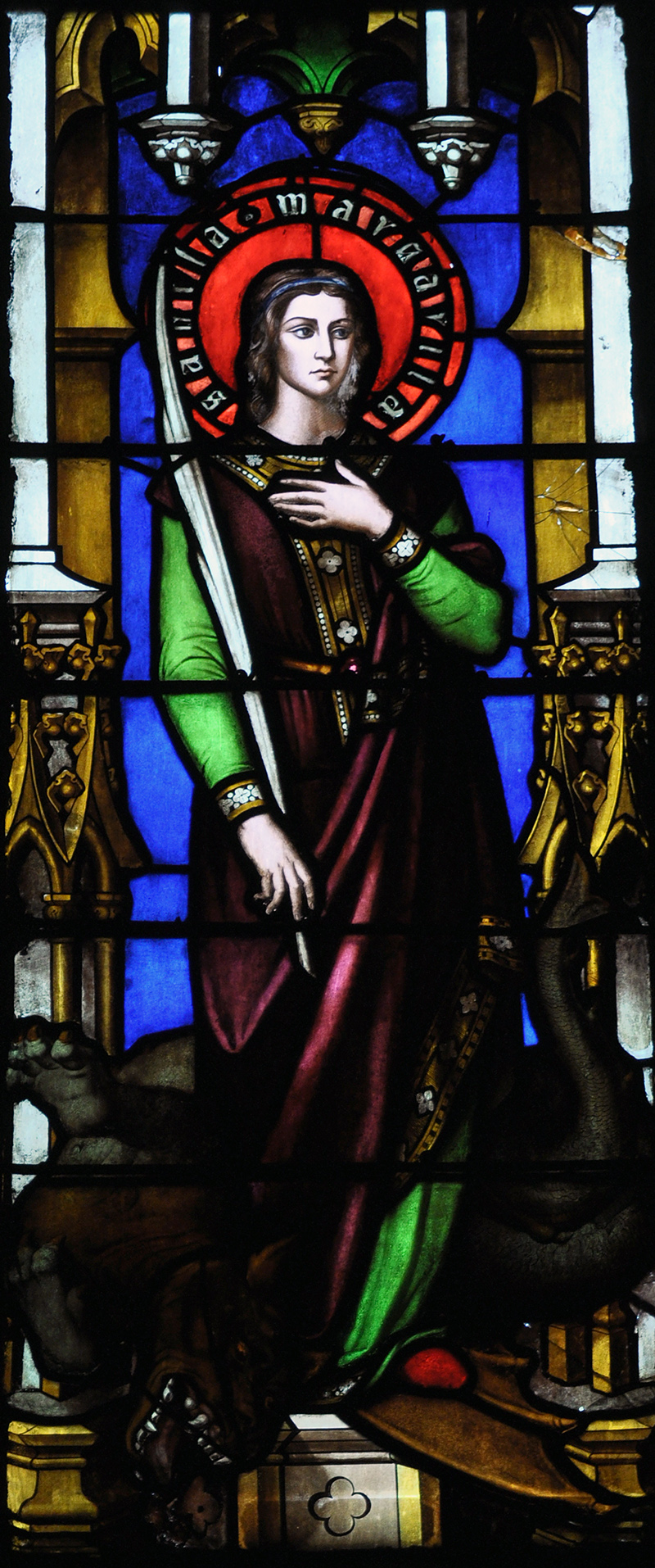
Sainte Marguerite

## Orgue de tribune

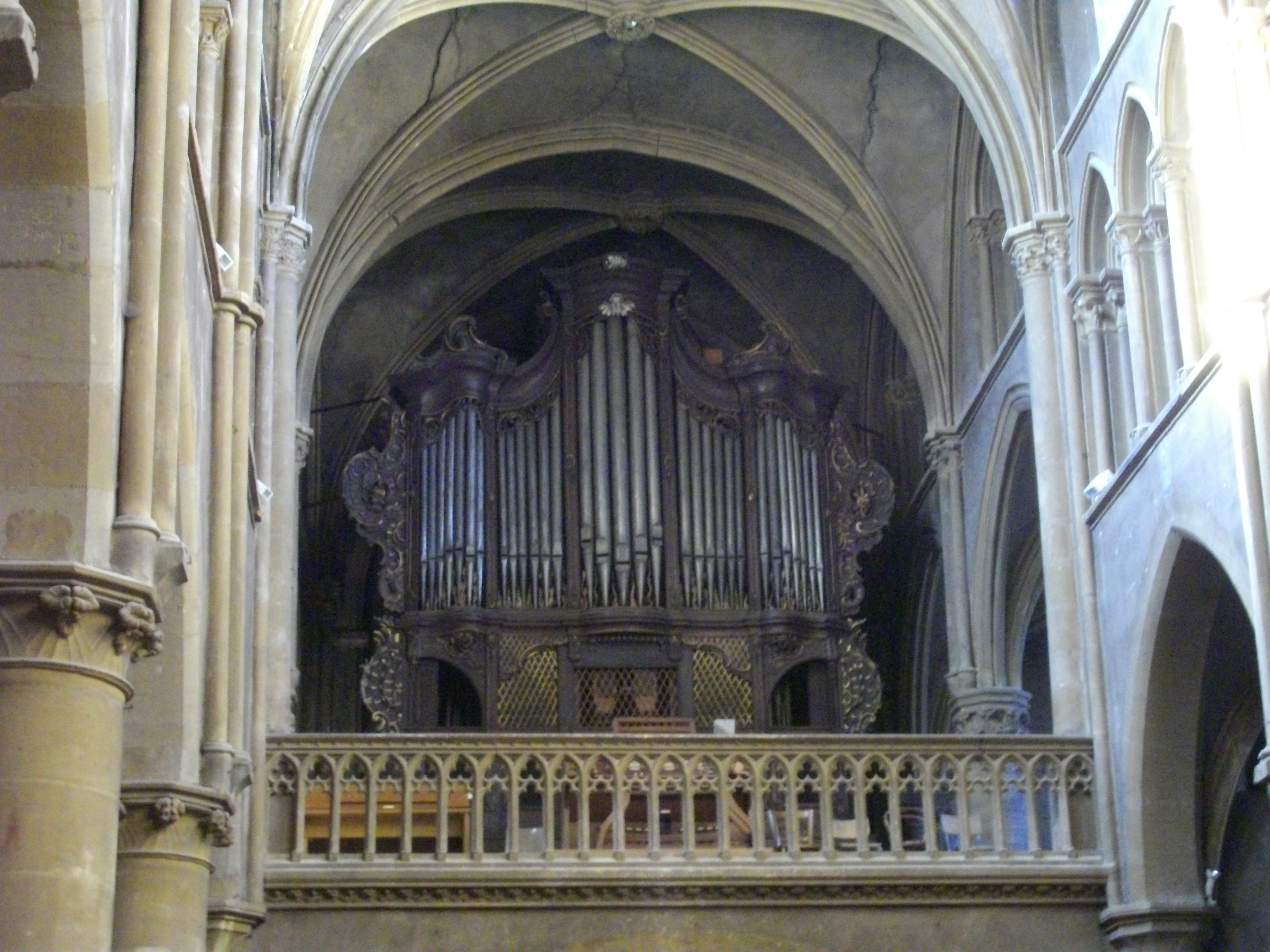
L'orgue de tribune

L'orgue de tribune de l'église a été réalisé par Roman Benedikt Nollet, en 1773, pour l'abbaye de Klausen comme l'indique une plaque figurant sur le buffet d'orgue. Il est transféré en 1803 à l'église Saint-Martin de Metz au moment du rétablissement du culte dans l'église, où il est remonté par Pierre Grandjean. La partie instrumentale est transformée et agrandie, d'abord en 1843 par Daublaine et Callinet qui installent une nouvelle mécanique et l'adaptent au chant, puis en 1876 par Jean-Frédéric Verschneider. Le 21 février 1895, l'orgue restauré par Jean Blési Barthélemy de Château-Salins est réceptionné par l'abbé Lajeunesse, organiste de la cathédrale, Thiriot, organiste de l'église Saint-Vincent, et Albrecht, organiste de l'église Saint-Martin.
L'orgue compte alors 42 jeux sur 3 claviers et un clavier à pédales de 27 notes avec 12 pédales de combinaison et une machine pneumatique,.
En 1950 il est entièrement électrifié par Roethinger qui remplace la console. Il devient muet vers 1990. Il est relevé par Jean-Baptiste Gaupillat en 2004 pour le remettre en fonction.

L'orgue est classé à titre d'objet le 23 juillet 1975. La partie instrumentale de l'orgue est classée à titre d'objet le 9 février 1976.

L'orgue vu de la tribune
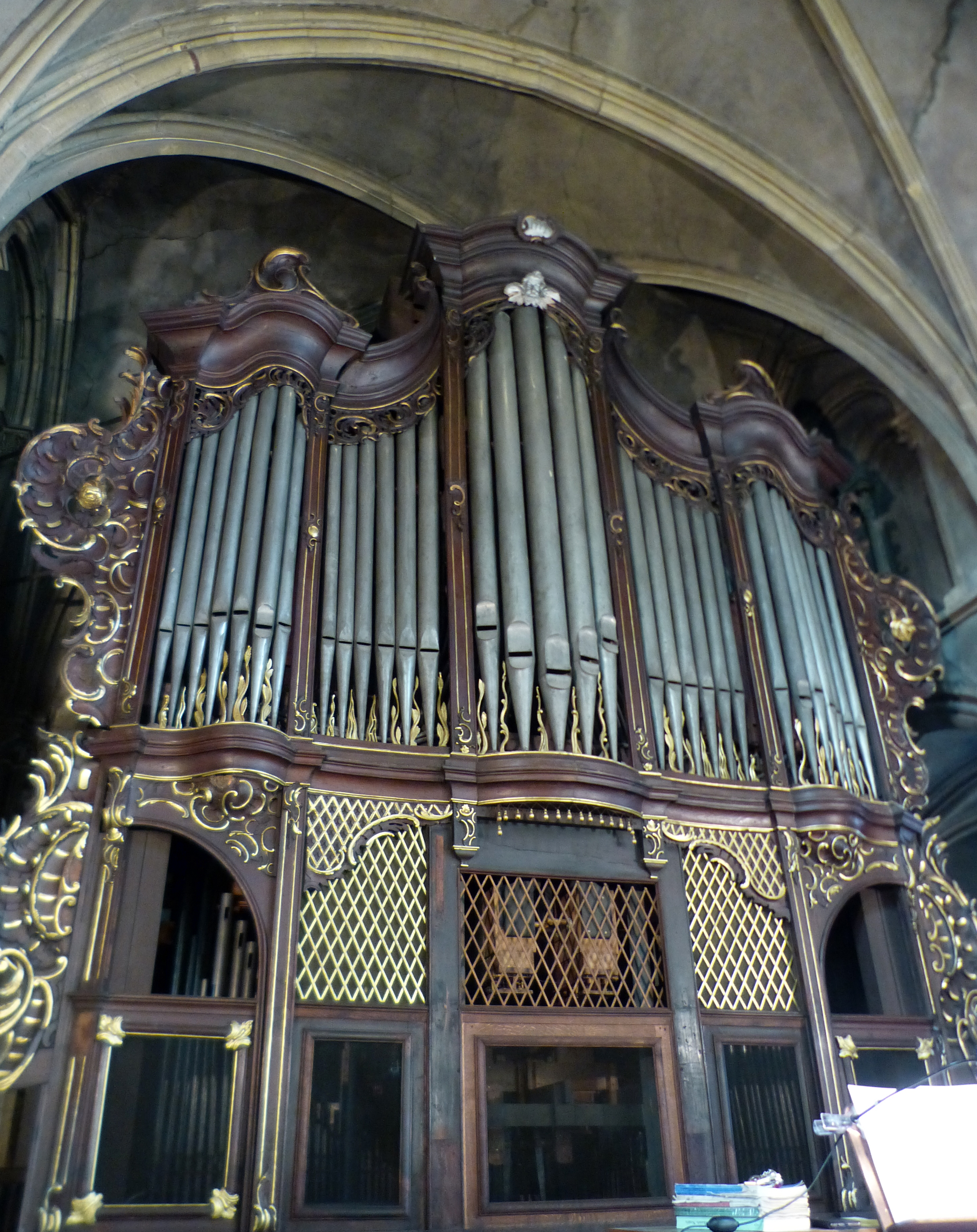
Le buffet
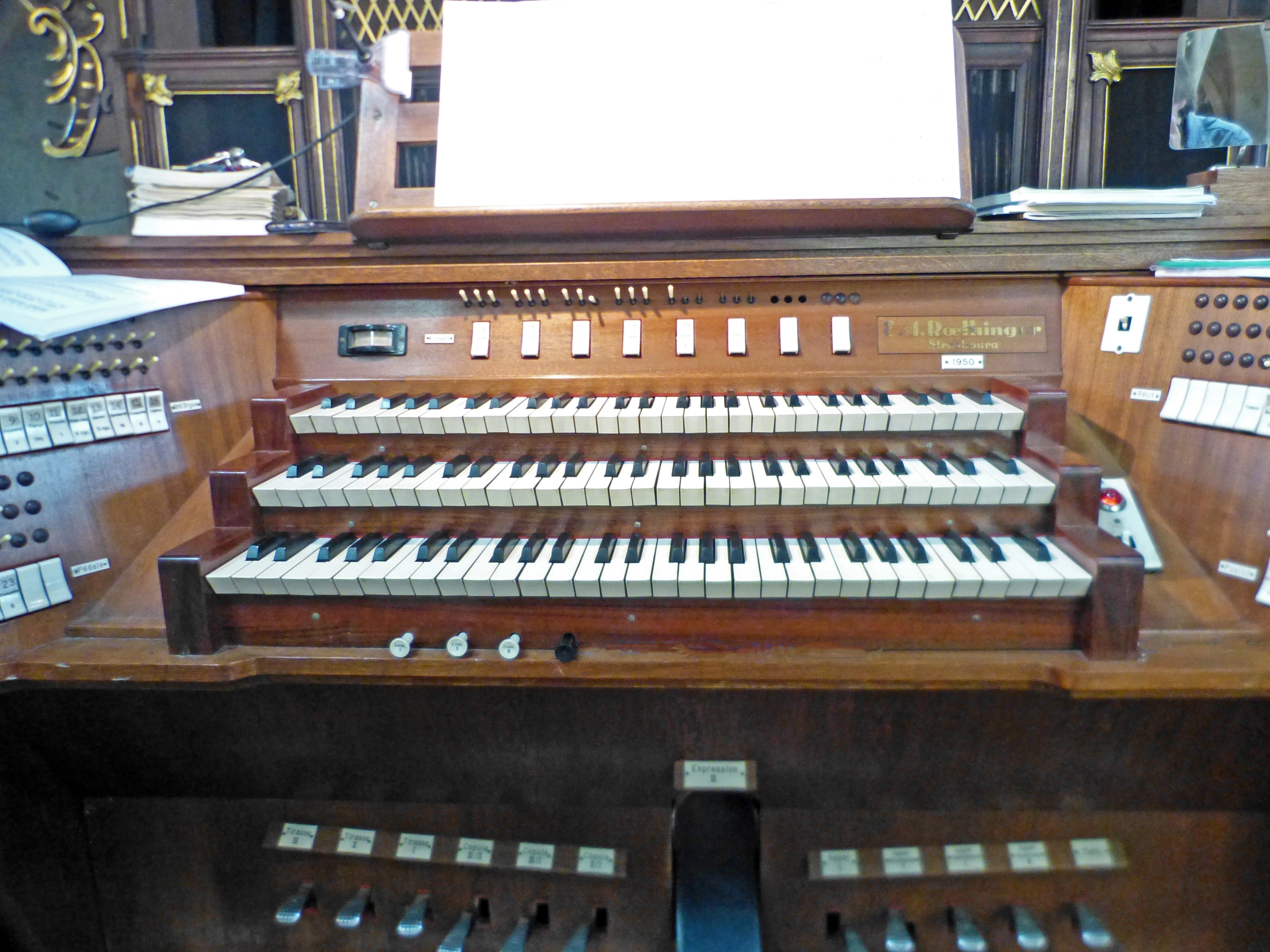
Les claviers
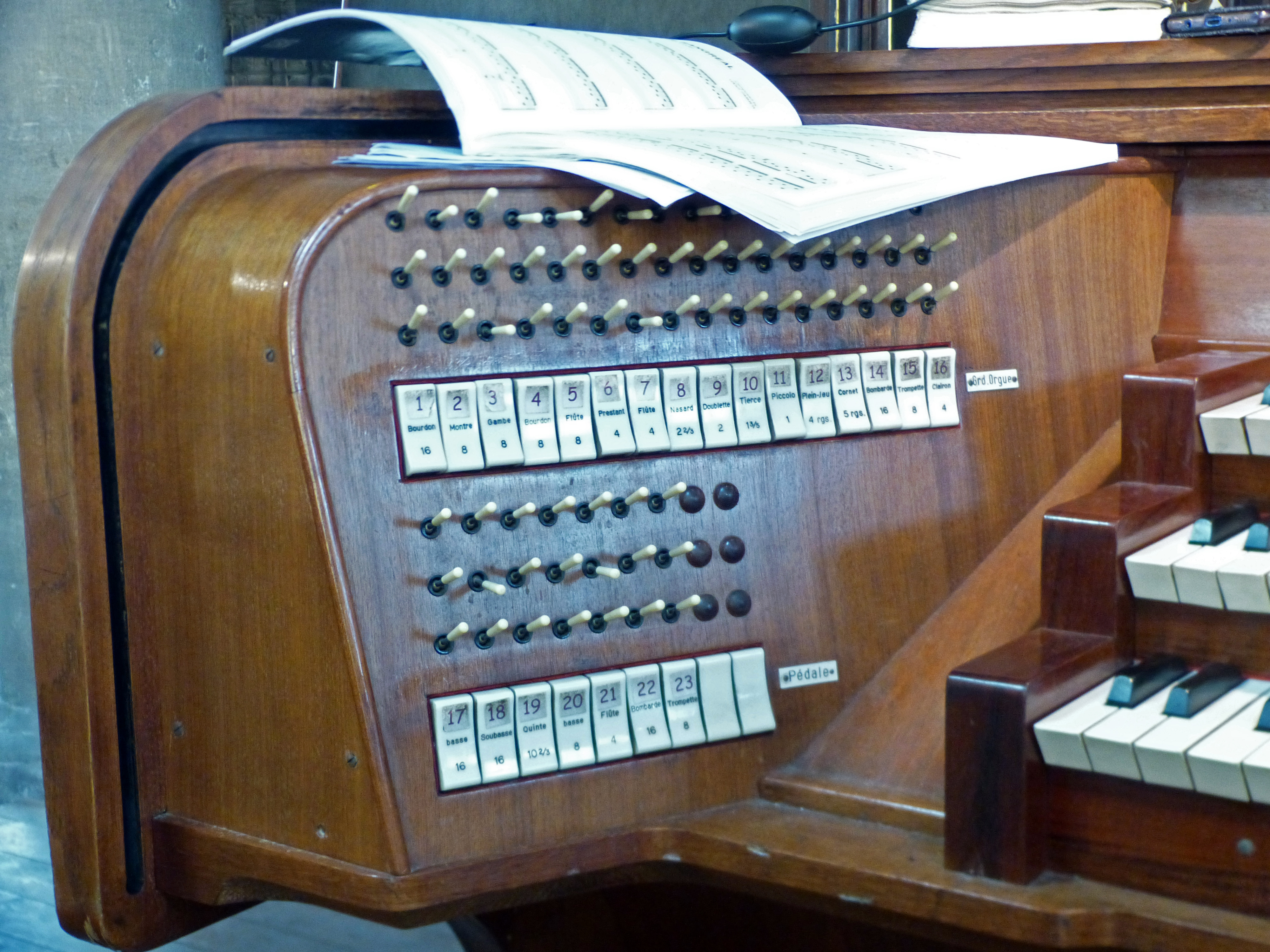
Les registres (grand orgue et pédale)
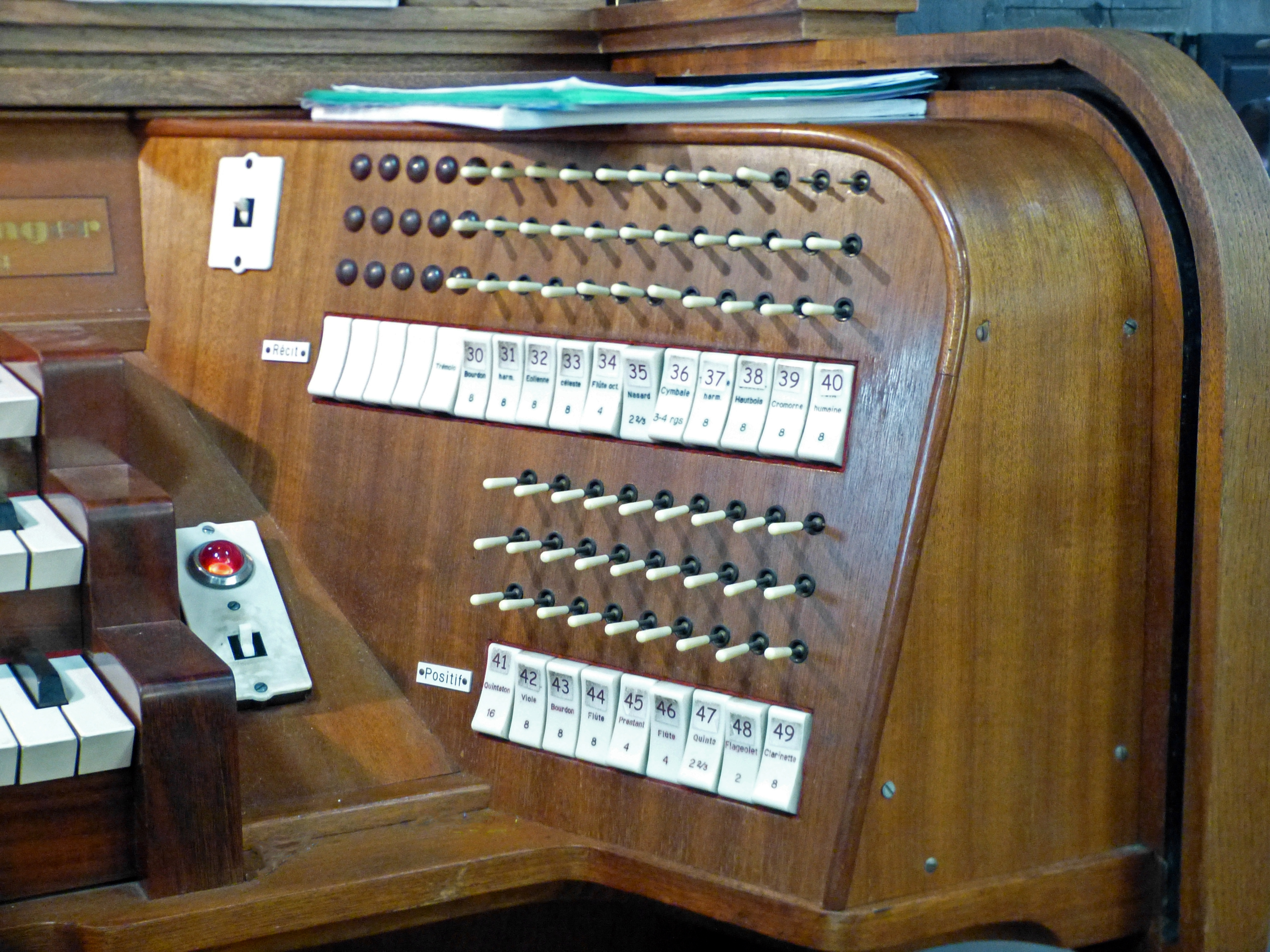
Les registres (positif et récit)
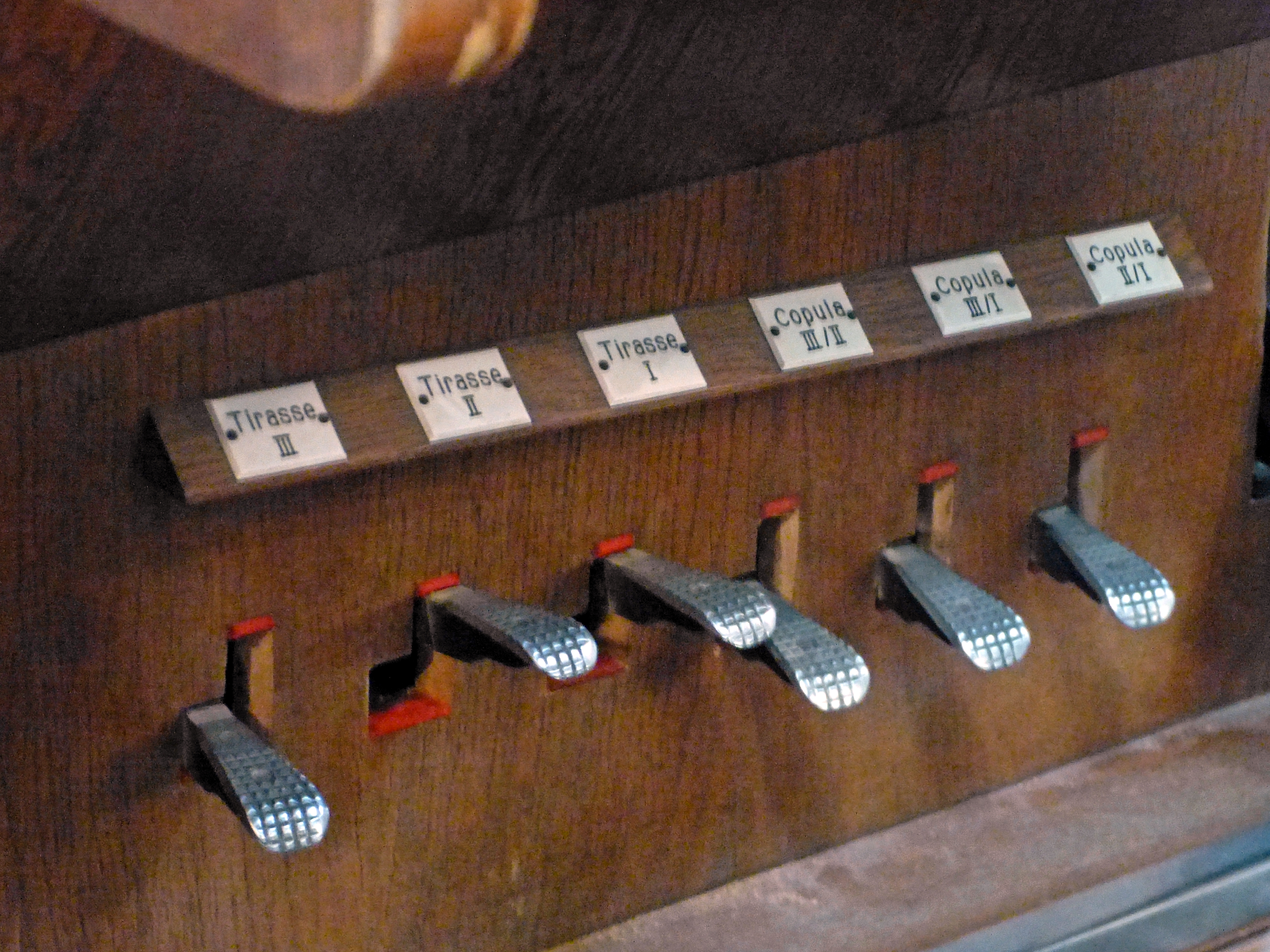
Les pédales de commande (côté gauche)
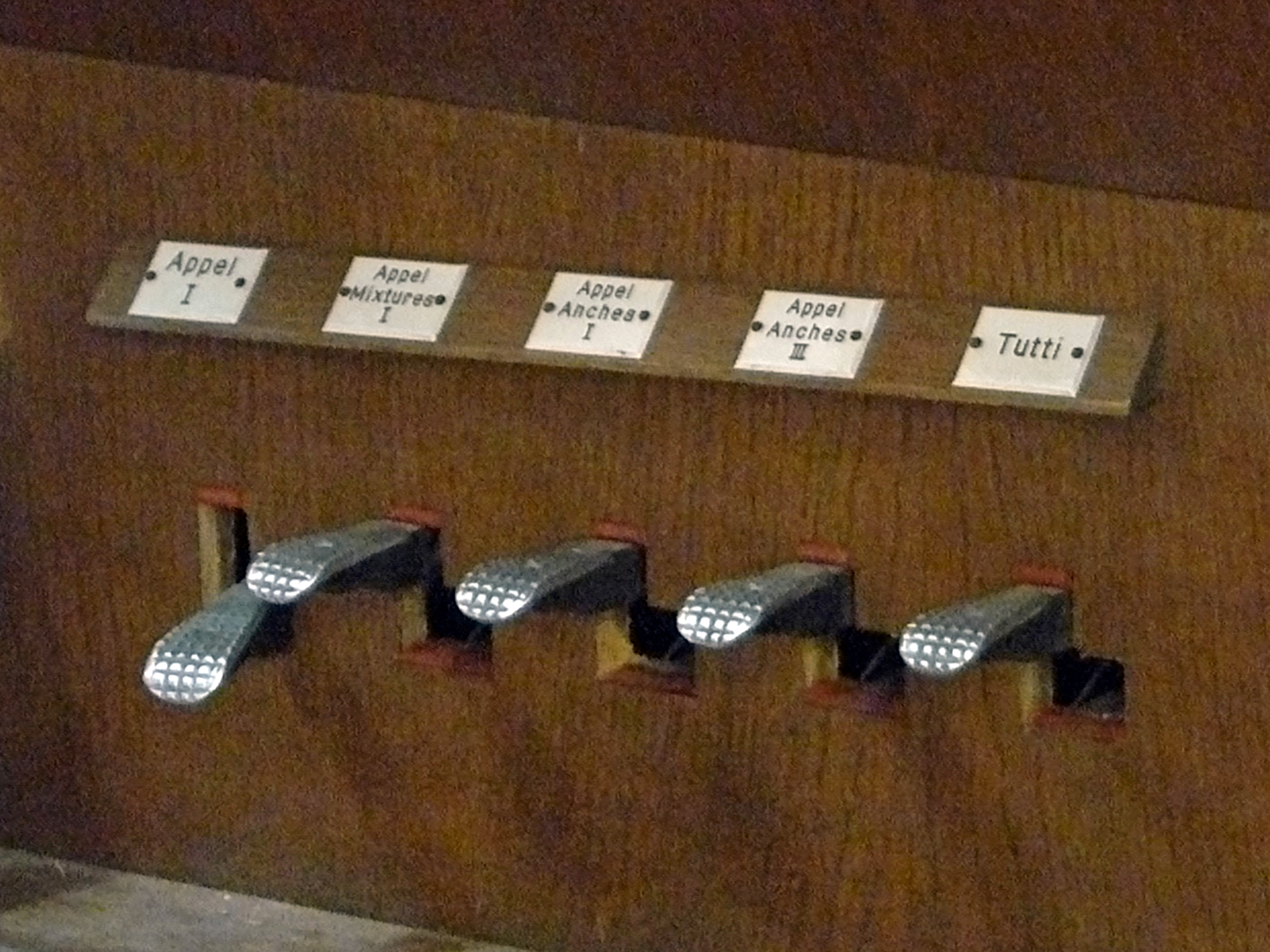
Les pédales de commande (côté droit)
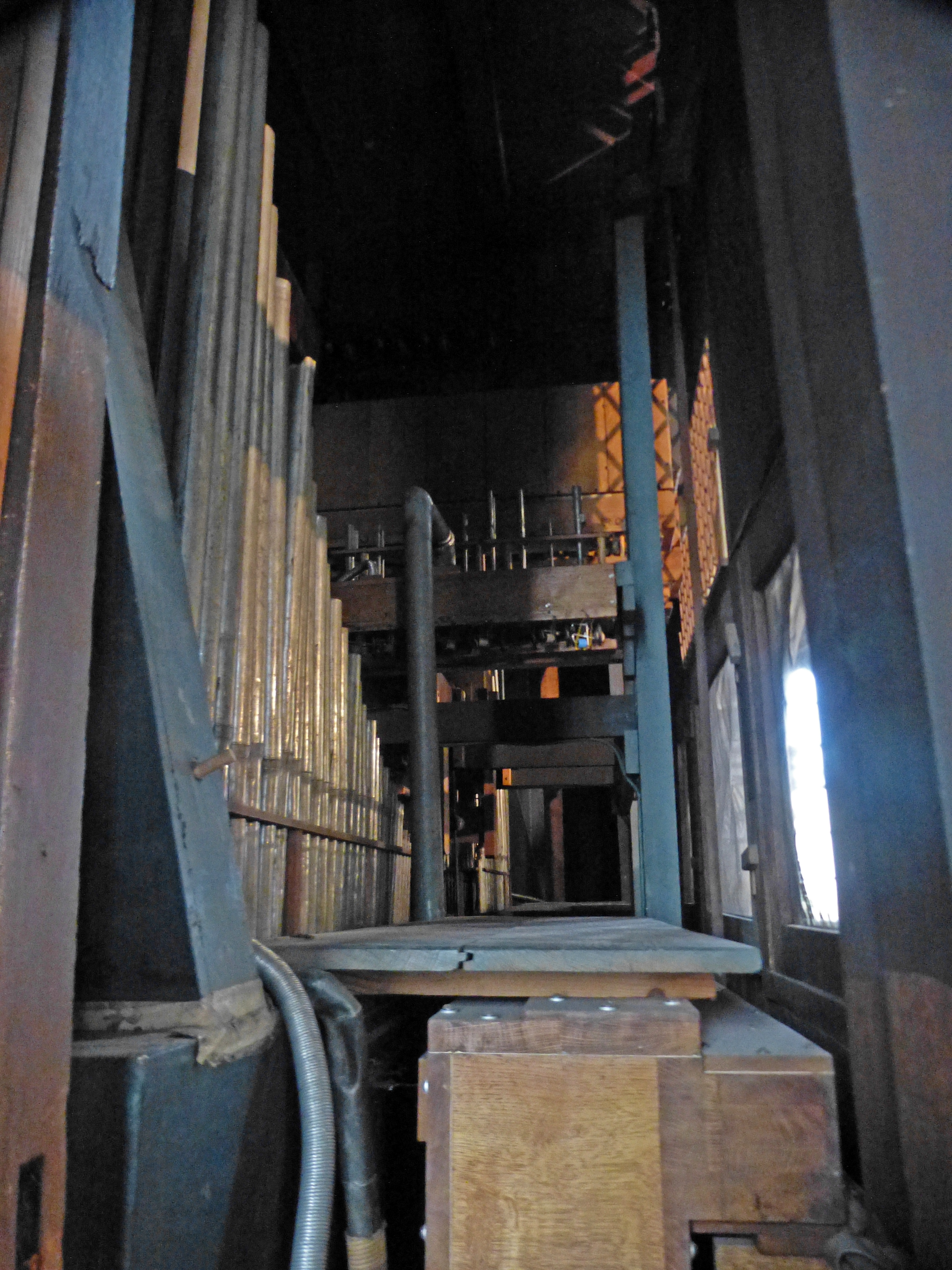
L'intérieur du buffet

### Registration

#### Grand orgue
| - Bourdon 16 - Montre 8 - Gambe 8 - Bourdon 8 - Flûte 8 - Prestant 4 - Flûte 4 - Nasard 2 2/3 | - Doublette 2 - Tierce 13/5 - Piccolo 1 - Plein-Jeu 4 rgs - Cornet 5 rgs - Bombarde 16 - Trompette 8 - Clairon 4 |  |

#### Positif
| - Quintaton 16 - Viole 8 - Bourdon 8 - Flûte 8 - Prestant 4 | - Flûte 4 - Quinte 2 2/3 - Flageolet 2 - Clarinette 8 |

#### Récit
| - Trémolo - Bourdon 8 - Harm 8 - Eolienne 8 - Céleste 8 - Flûte oct 4 | - Nasard 2 2/3 - Cymbale 3-4 rgs - Harm 8 - Hautbois 8 - Cromorre 8 - Humaine 8 |

#### Pédale
| - Basse 16 - Soubasse 16 - Quinte 10 2/3 - Basse 8 | - Flûte 4 - Bombarde 16 - Trompette 8 |

## Galerie photos

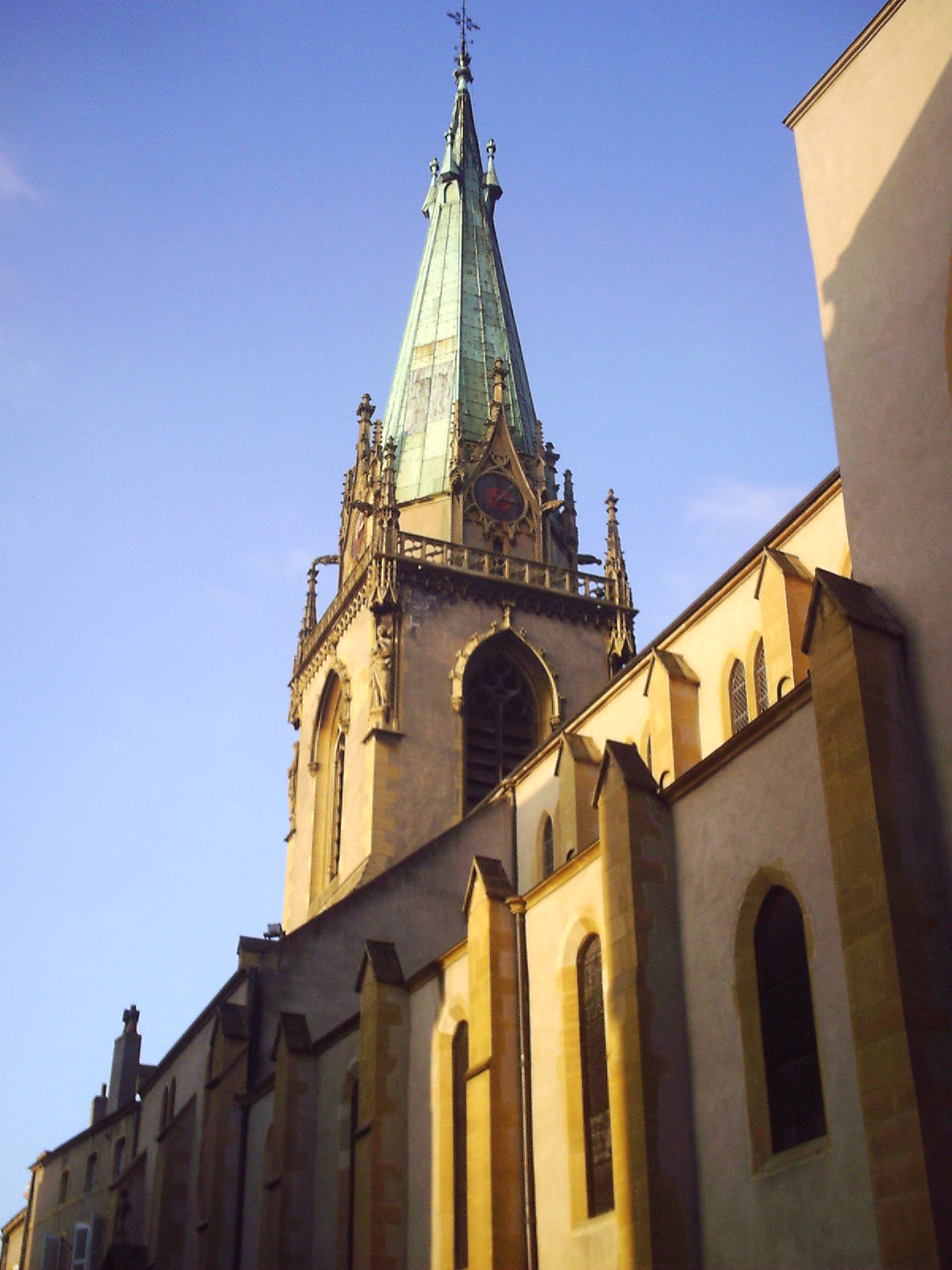
Clocher avant la rénovation de 2012
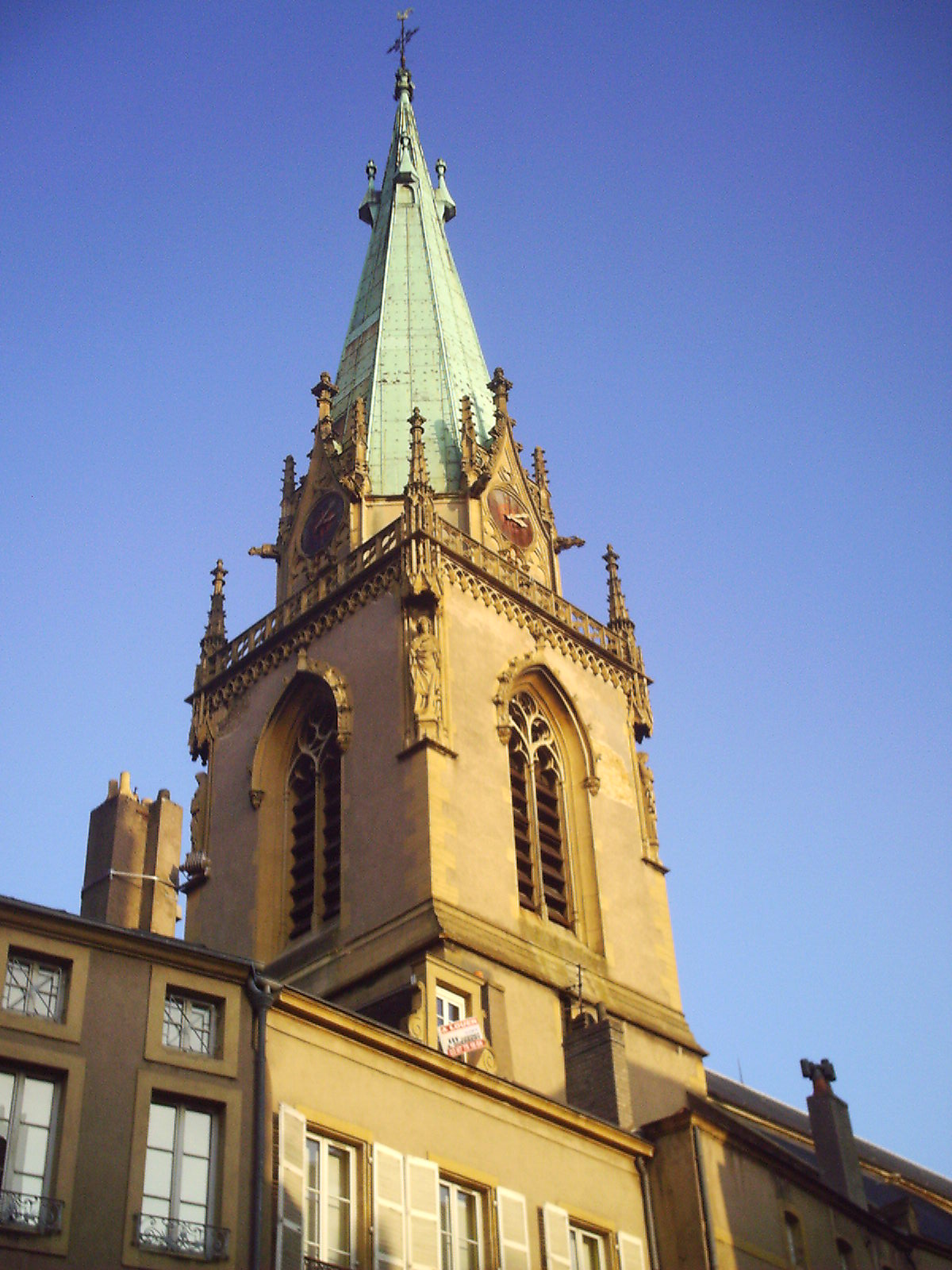
Autre vue du clocher avant la rénovation de 2012
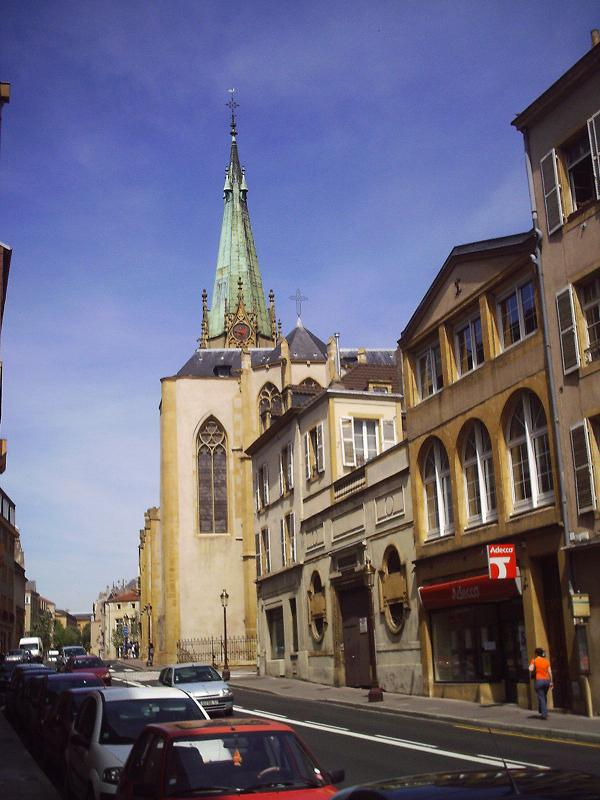
Vue de la place Saint-Nicolas
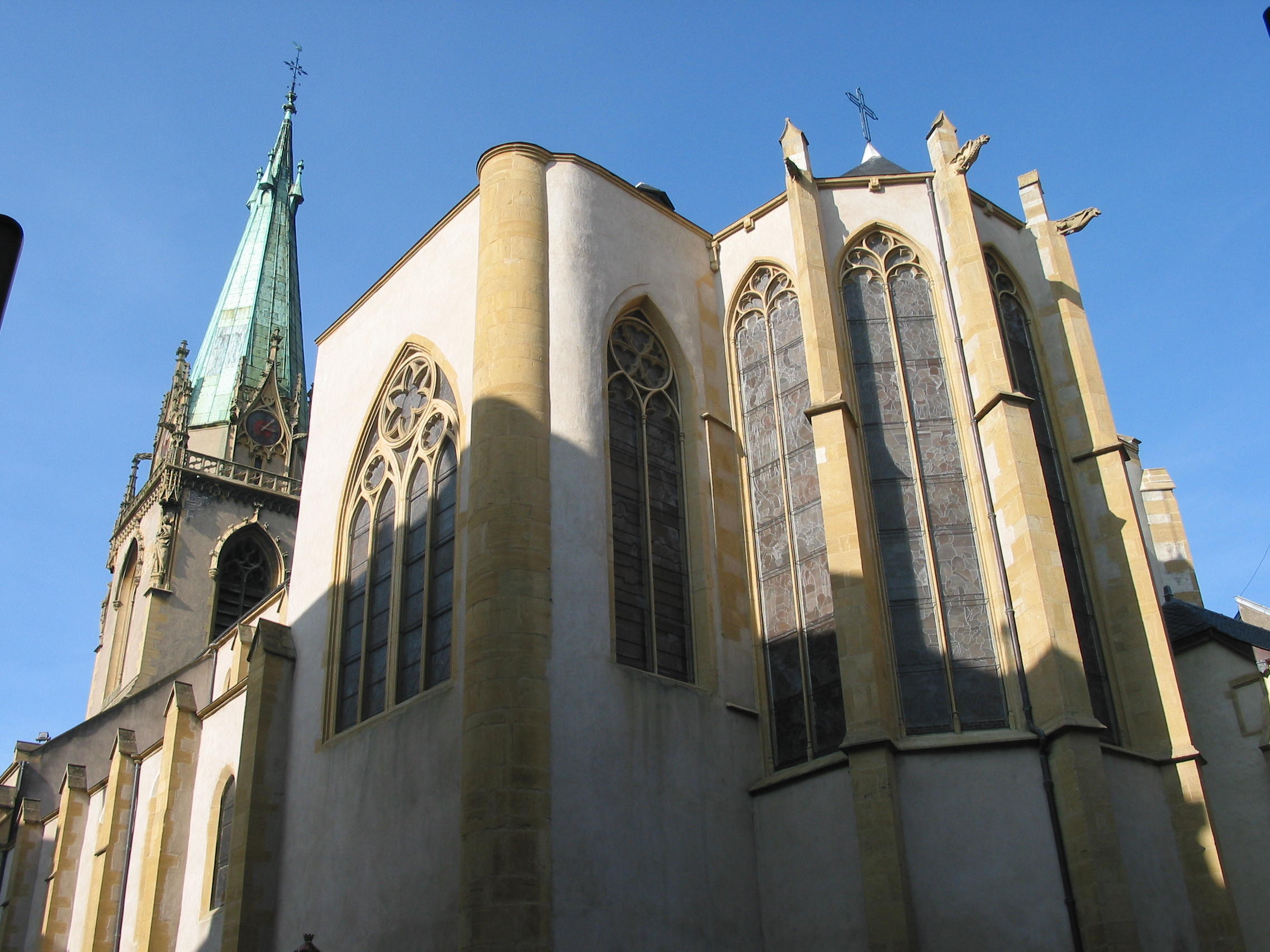
Chœur de l'église
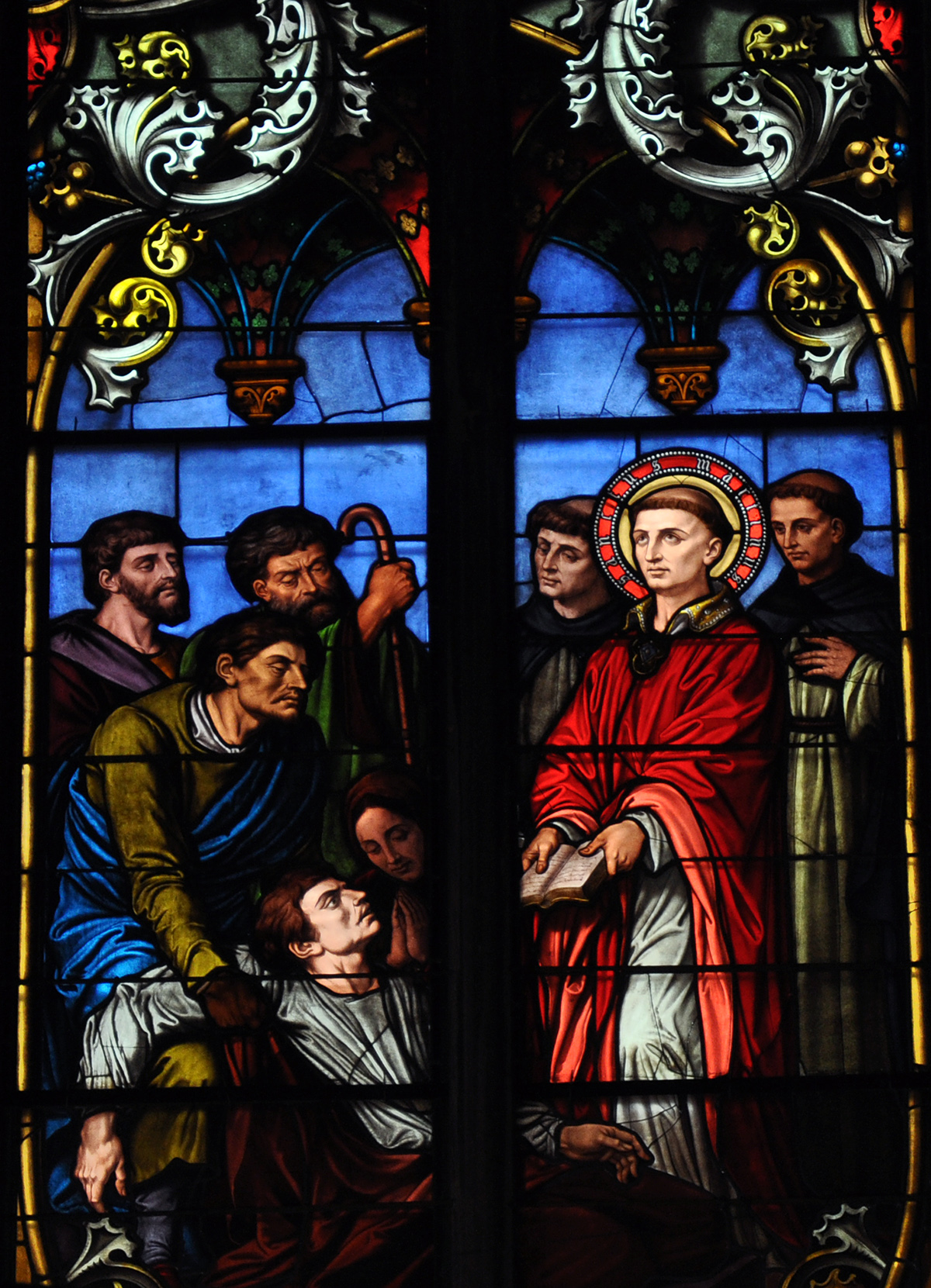
Vitrail de l’église
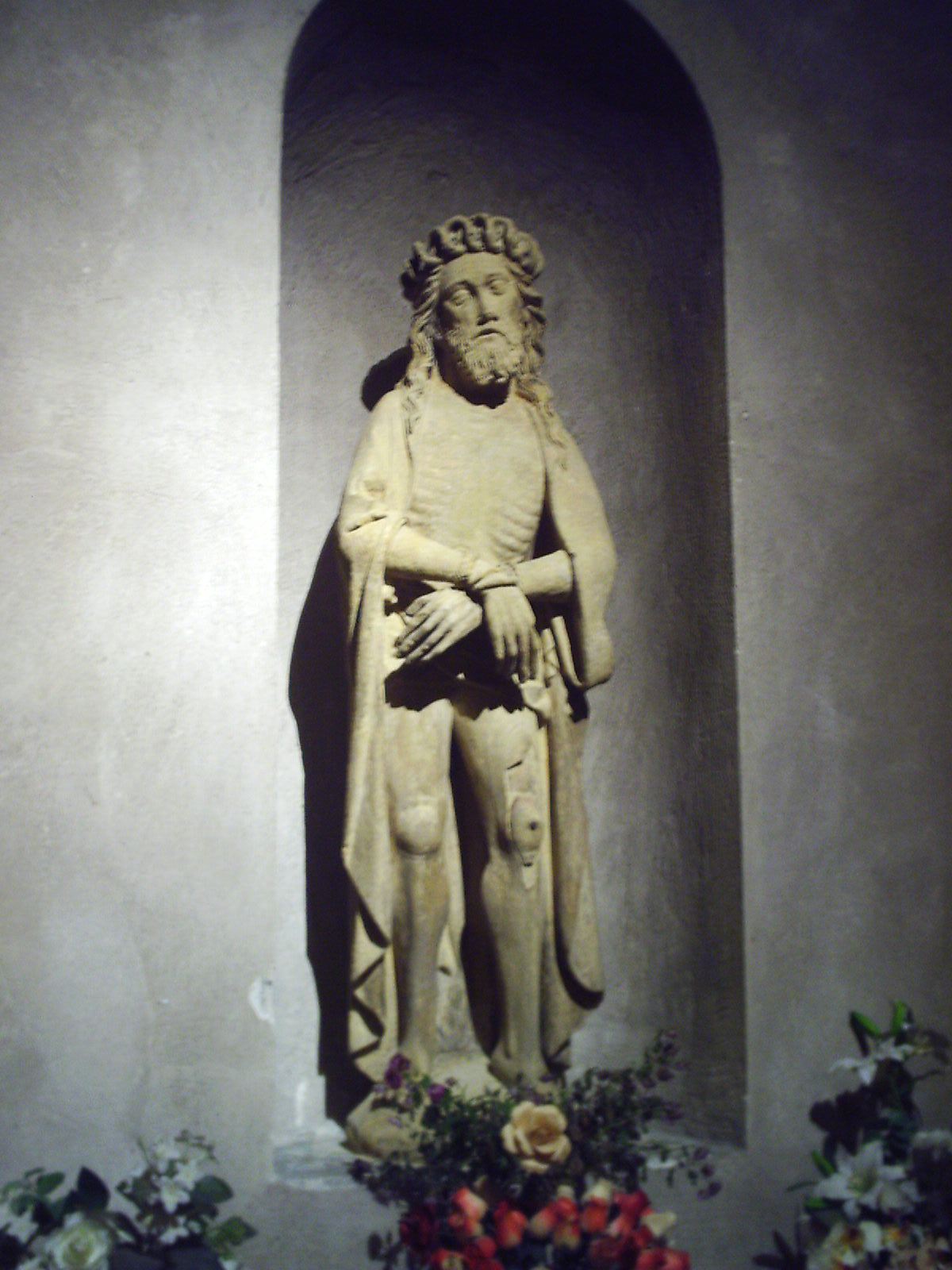
Ecce Homo début du XVe siècle
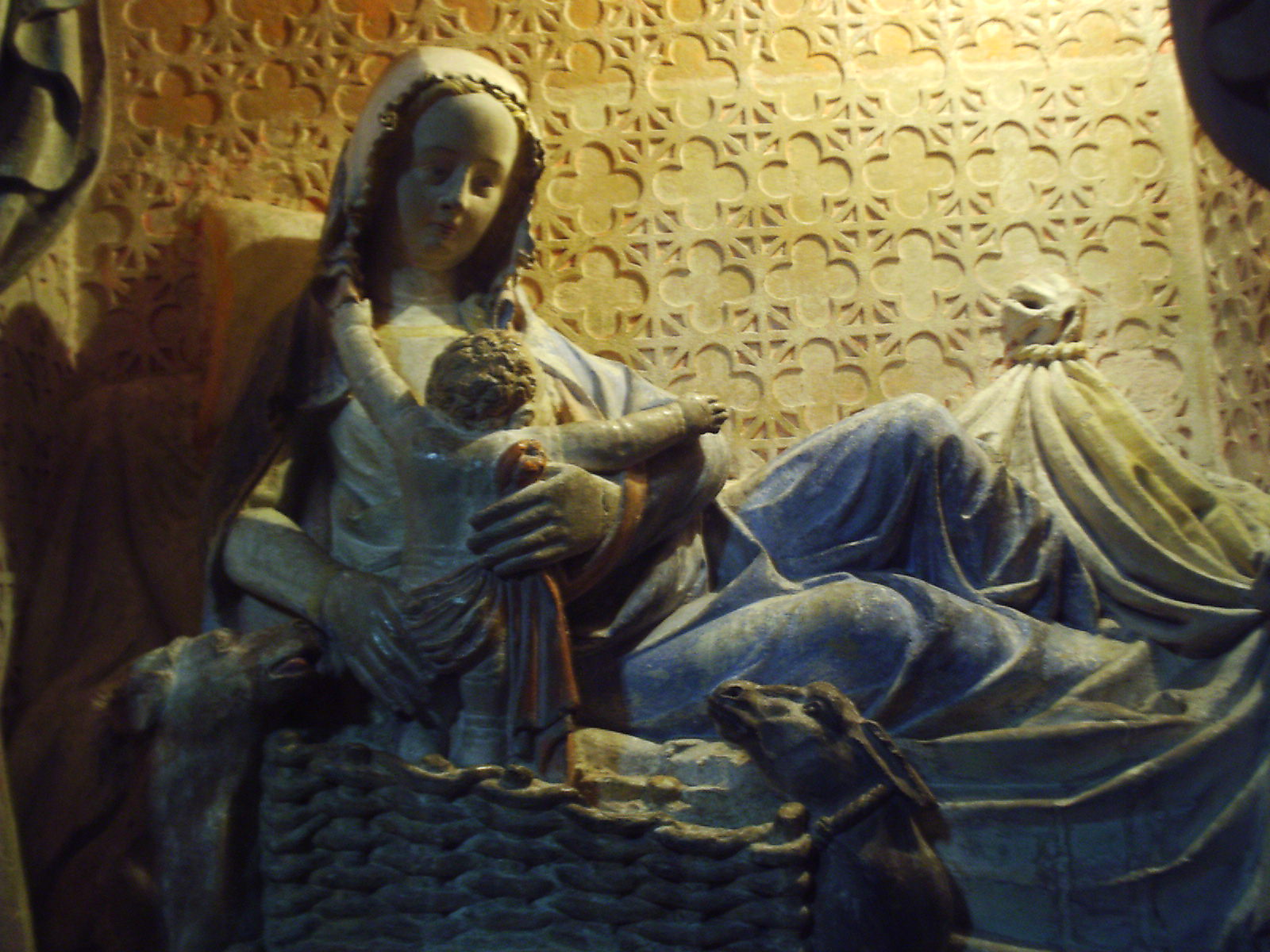
Vierge allaitante début XVe siècle
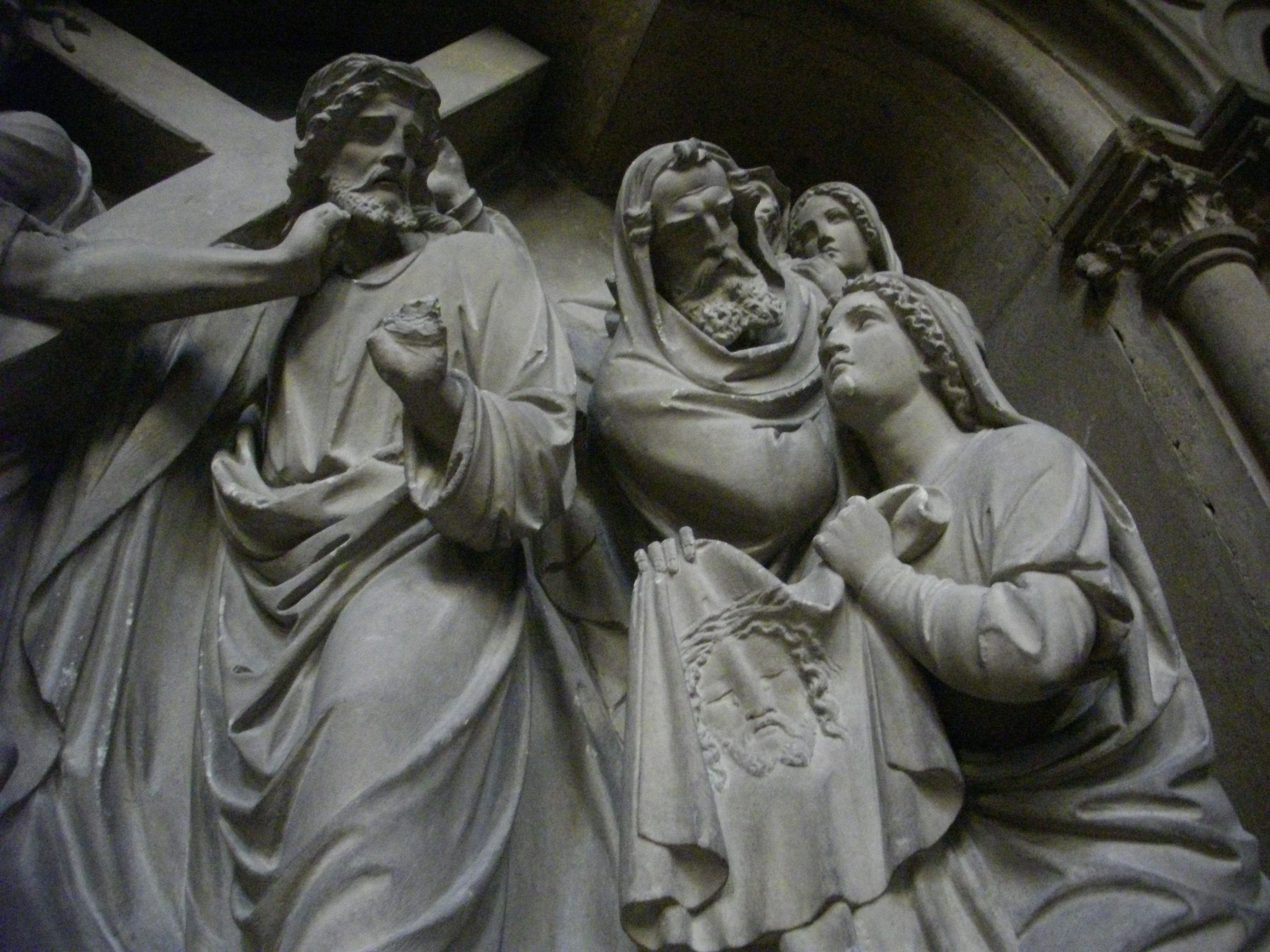
Chemin de croix